# Montchenu
Montchenu és un municipi francès situat al departament de la Droma i a la regió d'Alvèrnia-Roine-Alps. L'any 2007 tenia 556 habitants.

## Demografia

### Població[Cal actualitzar]
El 2007 la població de fet de Montchenu era de 556 persones. Hi havia 216 famílies de les quals 44 eren unipersonals (28 homes vivint sols i 16 dones vivint soles), 84 parelles sense fills, 72 parelles amb fills i 16 famílies monoparentals amb fills.
La població ha evolucionat segons el següent gràfic:
Habitants censats

### Habitatges
El 2007 hi havia 268 habitatges, 223 eren l'habitatge principal de la família, 33 eren segones residències i 12 estaven desocupats. 251 eren cases i 15 eren apartaments. Dels 223 habitatges principals, 179 estaven ocupats pels seus propietaris, 38 estaven llogats i ocupats pels llogaters i 6 estaven cedits a títol gratuït; 3 tenien una cambra, 3 en tenien dues, 19 en tenien tres, 54 en tenien quatre i 144 en tenien cinc o més. 167 habitatges disposaven pel capbaix d'una plaça de pàrquing. A 102 habitatges hi havia un automòbil i a 112 n'hi havia dos o més.

### Piràmide de població
La piràmide de població per edats i sexe el 2009 era:
| Homes | Edats   | Dones |
| ----- | ------- | ----- |
| 0     | 95 o +  | 0     |
| 0     | 90 a 94 | 4     |
| 0     | 85 a 89 | 0     |
| 8     | 80 a 84 | 0     |
| 4     | 75 a 79 | 20    |
| 8     | 70 a 74 | 4     |
| 12    | 65 a 69 | 16    |
| 8     | 60 a 64 | 8     |
| 16    | 55 a 59 | 8     |
| 24    | 50 a 54 | 32    |
| 36    | 45 a 49 | 20    |
| 8     | 40 a 44 | 12    |
| 12    | 35 a 39 | 8     |
| 16    | 30 a 34 | 16    |
| 12    | 25 a 29 | 4     |
| 12    | 20 a 24 | 12    |
| 20    | 15 a 19 | 16    |
| 4     | 10 a 14 | 8     |
| 8     | 5 a 9   | 12    |
| 8     | 0 a 4   | 20    |

## Economia
El 2007 la població en edat de treballar era de 359 persones, 262 eren actives i 97 eren inactives. De les 262 persones actives 239 estaven ocupades (127 homes i 112 dones) i 23 estaven aturades (8 homes i 15 dones). De les 97 persones inactives 46 estaven jubilades, 19 estaven estudiant i 32 estaven classificades com a «altres inactius».

### Ingressos
El 2009 a Montchenu hi havia 223 unitats fiscals que integraven 564 persones, la mediana anual d'ingressos fiscals per persona era de 16.004,5 €.

### Activitats econòmiques
Dels 18 establiments que hi havia el 2007, 1 era d'una empresa alimentària, 1 d'una empresa de fabricació de material elèctric, 2 d'empreses de fabricació d'altres productes industrials, 3 d'empreses de construcció, 2 d'empreses de comerç i reparació d'automòbils, 2 d'empreses de transport, 1 d'una empresa d'hostatgeria i restauració, 2 d'empreses financeres, 3 d'empreses de serveis i 1 d'una entitat de l'administració pública.
Dels 3 establiments de servei als particulars que hi havia el 2009, 2 eren paletes i 1 agència immobiliària.
L'únic establiment comercial que hi havia el 2009 era una botiga d'equipament de la llar.
L'any 2000 a Montchenu hi havia 32 explotacions agrícoles que ocupaven un total de 645 hectàrees.

## Equipaments sanitaris i escolars
El 2009 hi havia una escola elemental integrada dins d'un grup escolar amb les comunes properes formant una escola dispersa.

## Poblacions més properes
El següent diagrama mostra les poblacions més properes.